# Koenigsegg Jesko
El Koenigsegg Jesko es un automóvil superdeportivo con motor central-trasero de producción limitada, producido por el fabricante sueco Koenigsegg, que fue presentado en el Salón del Automóvil de Ginebra de 2019. El automóvil reemplaza al Agera. El nombre Jesko es un homenaje al padre del fundador de la compañía: Jesko von Koenigsegg.
El Jesko está construido principalmente como un automóvil de carreras de alto rendimiento, con enfoque en la alta carga aerodinámica y un manejo más preciso. El otro modelo de producción actual de Koenigsegg, el Regera, está diseñado como una oferta orientada al uso diario como coche común de calle.

## Especificaciones

### Motorización

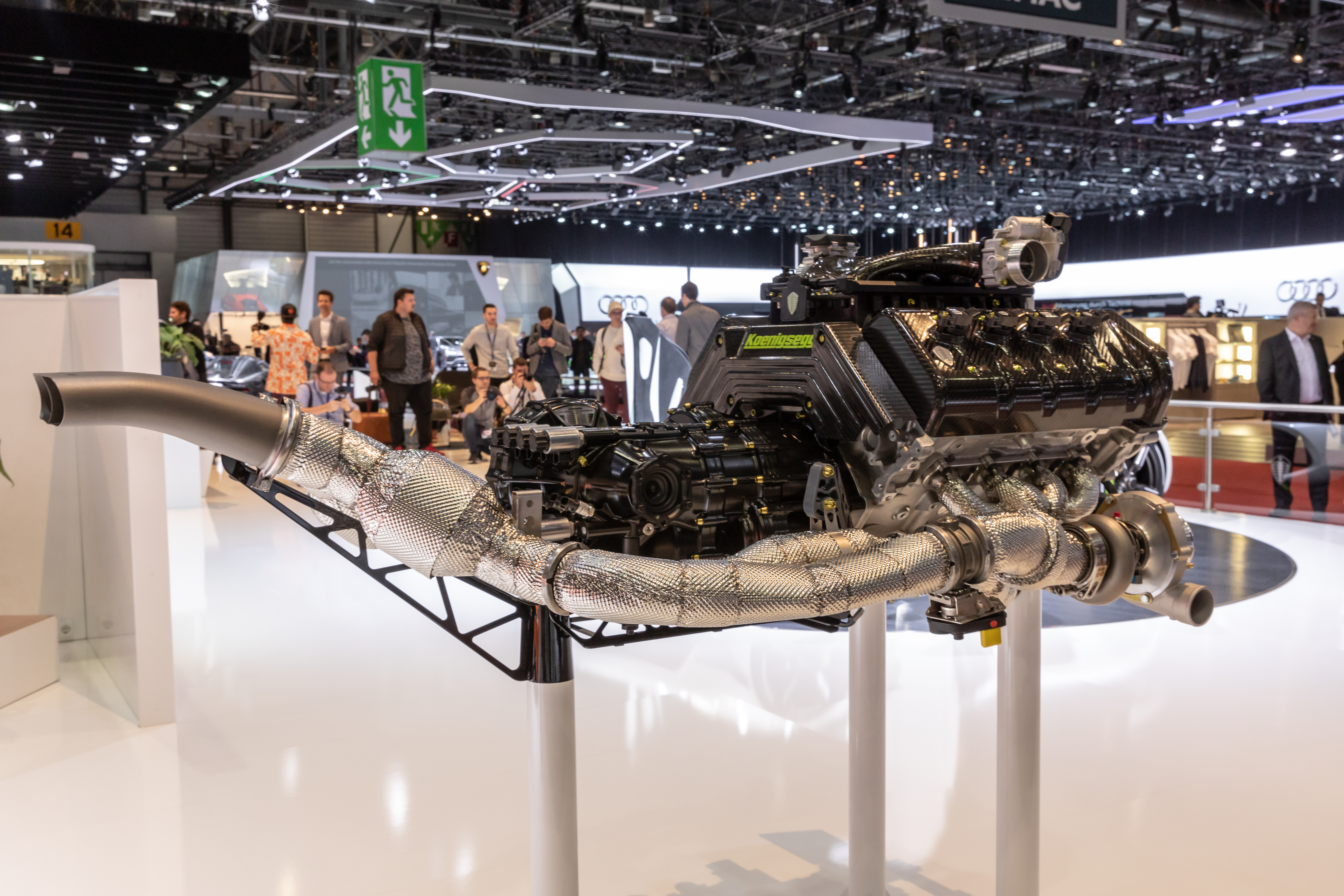
El motor del Jesko, junto con el sistema de escape

Su planta motriz es un desarrollo posterior del V8 biturbo de 5065 cm³ (5,1 L; 309,1 plg³) utilizado en el Agera. Tiene doble (DOHC) árbol de levas con cuatro válvulas por cilindro, sistema de lubricación por cárter seco, múltiple de admisión de fibra de carbono con tomas de aire optimizadas, con un diámetro x carrera de 92 x 95,25 mm (3,62 x 3,75 plg); y una relación de compresión de 8.6:1. El motor pesa 189 kg (416,7 libras) con una potencia de 1298 CV (1280 HP; 955 kW) a las 7800 rpm y 1000 N·m (738 lb·pie) disponibles desde las 2700 hasta las 6170 rpm, para un par máximo de 1500 N·m (1106 lb·pie) a las 5100 rpm con gasolina normal; mientras que con biocombustible etanol E85 sube a 1625 CV (1603 HP; 1195 kW).
Los cambios desde el motor del Agera incluyen el uso de un nuevo cigüeñal plano de 180°, que ahorra 5 kg (11 libras) y aumenta la línea roja de 8250 rpm a 8500 rpm, siendo capaz de subir hasta ese límite en solamente 0.2 segundos. También utiliza soportes de goma activos del Regera que reducen las vibraciones del motor en la cabina. Los dos grandes turbocompresores tienen una presión de 1,7 bares (24,2 psi; 166,6 kPa) y 2,2 bares (31,3 psi; 215,6 kPa) si se usa E85. Además, están equipados con un tanque de aire de 20 litros (5,3 galAm) hecho de fibra de carbono, acoplado con un compresor eléctrico que alimenta aire a presión a los turbocompresores a una presión de 20 bares (284 psi; 1960 kPa) para reducir el retraso del turbo (turbo lag). El motor tiene sensores de presión para cada cilindro, a fin de lograr el monitoreo en tiempo real de los cilindros para el sistema de inyección secuencial multipunto.
El tanque de combustible tiene una capacidad de 72 litros (19 galAm).

### Transmisión
El motor está acoplado a una transmisión de embrague múltiple de 9 velocidades desarrollada internamente por el propio fabricante, llamada "Transmisión de velocidad ligera (LST)", además de un diferencial electrónico "Koenigsegg Electronic Differential" (KED). Esta nueva transmisión tiene un peso de 90 kg (198 libras) y es al menos un 50% más corta en longitud y más ligera que la anterior unidad de doble embrague de siete velocidades. Tiene 21 combinaciones posibles de engranajes, los cuales están dispuestos en dos juegos de tres engranajes y siete embragues en disposición 3x3, que permiten al conductor saltar a cualquier marcha sin alterar la relación y así tener todas las marchas ya engranadas antes de realizar el cambio. Esto te permite pasar de una velocidad a otra en un tiempo muy corto y reduce el peso del conjunto, ya que no hay volante entre motor y caja de cambios.. La transmisión tiene un tiempo de cambio que oscila entre los 20 y 30 milisegundos. También tiene un modo overdrive (sobremarcha) llamado "Ultimate Power on Demand" (UPOD), que está diseñado para saltar directamente a la marcha óptima, dependiendo de la entrada del usuario, en lugar de bajar o subir secuencialmente a esa marcha deseada.
La transmisión está controlada por una computadora que utiliza datos del motor y la velocidad de la carretera para engranar una marcha. El piloto selecciona las marchas usando las paletas de cambio montadas en la columna de dirección detrás del volante o el selector de marchas.
| 1.ª    | 2.ª    | 3.ª    | 4.ª    | 5.ª    | 6.ª    | 7.ª    | 8.ª    | 9.ª    |
| ------ | ------ | ------ | ------ | ------ | ------ | ------ | ------ | ------ |
| 4.7200 | 3.6441 | 2.8744 | 2.2500 | 1.7371 | 1.3702 | 1.0783 | 0.8325 | 0.6566 |

### Chasis y suspensión

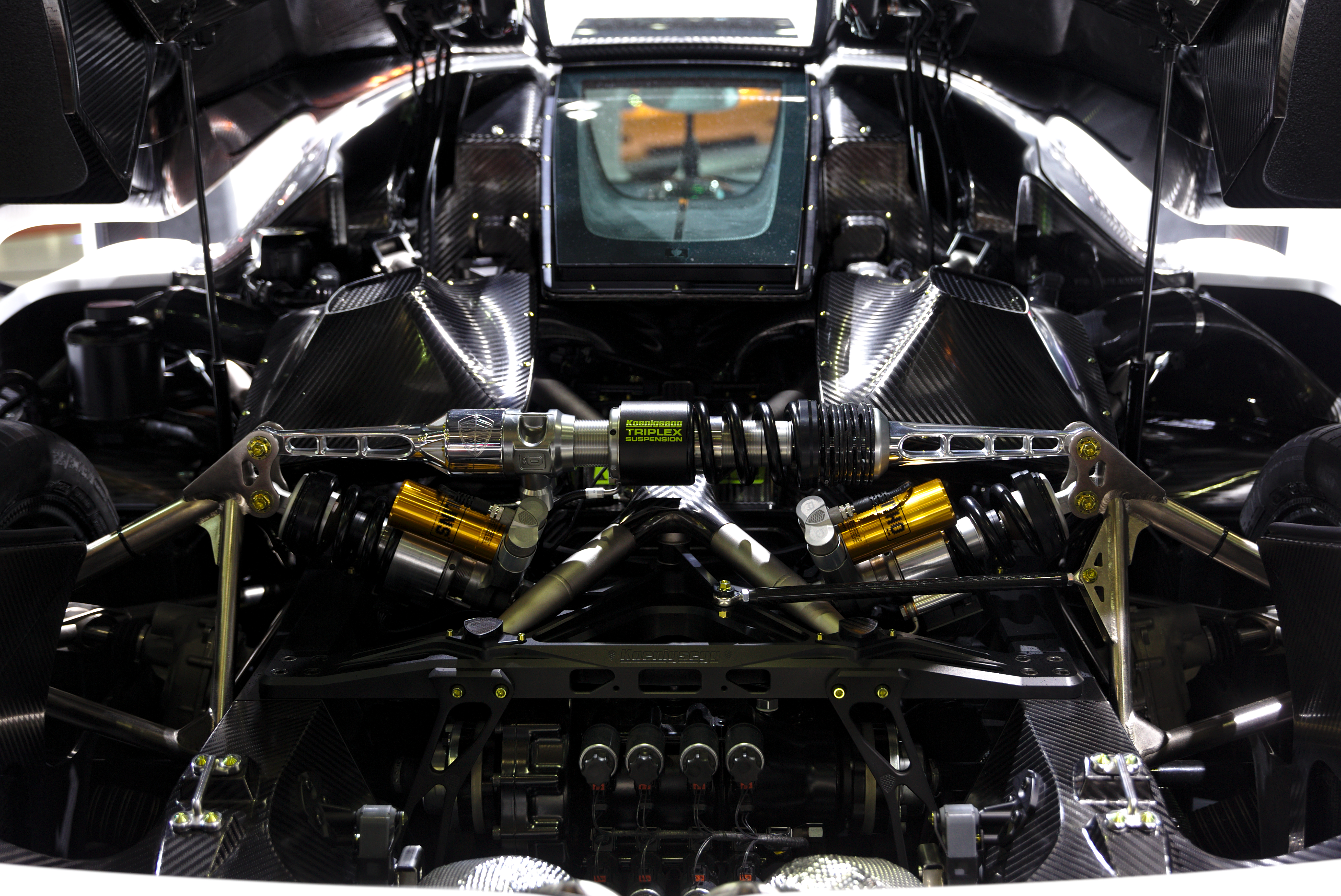
Sistema de amortiguadores "Triplex" en el Jesko

A diferencia de sus predecesores, la variante de alta carga aerodinámica del Jesko, tiene amortiguadores Triplex fabricados internamente por Koenigsegg en la parte delantera y trasera, combinados con amortiguadores ajustables Öhlins convencionales. Un amortiguador horizontal trasero, evita que la parte trasera presione el suelo durante la aceleración dura. Los amortiguadores delanteros estabilizan el coche a altas velocidades, mientras que una dirección trasera activa garantiza una mayor estabilidad en todos los niveles de rendimiento.
El monocasco de fibra de carbono ha sido rediseñado, que de hecho es 4 cm (1,6 pulgadas) más largo y 2,2 cm (0,9 pulgadas) más alto que el de su predecesor, permitiendo una mayor habitabilidad, pero con el mismo nivel de rigidez torsional. Para ganar en agilidad, también recurre a un eje trasero direccional, capaz de girar las ruedas en hasta tres grados en ambas direcciones.
La bañera de carbono utilizada en el Jesko es 40 mm (1,6 pulgadas) más larga y 22 mm (0,9 pulgadas) más ancha que la de su predecesor para tener más espacio para los pasajeros. La bañera ha sido rediseñada e incorpora una estructura monocasco de aluminio tipo panal de abejas ("honeycomb") con los tanques de combustible integrados para una mayor rigidez.
La carrocería también está hecha de fibra de carbono y kevlar pre-impregnada, con reforzamientos tipo "sándwich" de peso ligero.

### Ruedas, frenos y llantas

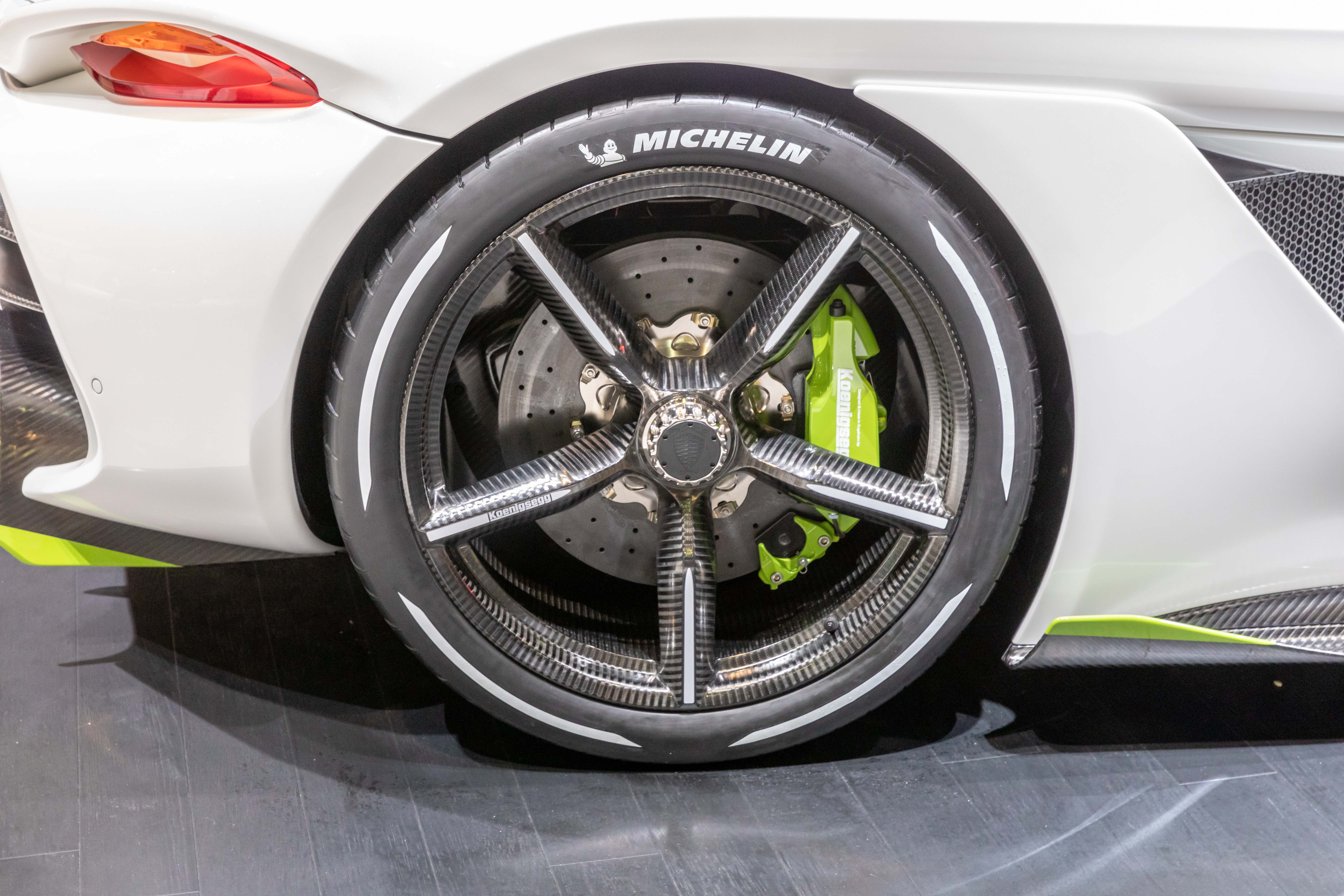
Los rines de fibra de carbono opcionales, mostrando los frenos carbono-cerámicos

El coche viene de serie con ruedas de aluminio forjado o de manera opcional, con súper ligeras de fibra de carbono, ambas con tuerca de seguridad central. Tienen diámetros de 20 x 9,5 pulgadas (50,8 x 24,1 cm) en la parte delantera y 21 x 12 pulgadas (53,3 x 30,5 cm) en la parte trasera. Las ruedas de fibra de carbono más ligeras están disponibles como opción, con un peso de 5,9 kg (13,0 libras) en la parte delantera y 7,7 kg (17,0 libras) en la parte trasera.
Los neumáticos son Michelin Pilot Sport Cup 2, idénticos a los que utilizó el Agera RS para su récord de velocidad, con códigos 265/35 de 20 pulgadas (50,8 cm) para la parte delantera y 325/30 de 21 pulgadas (53,3 cm) para la parte trasera. Los neumáticos Michelin Pilot Sport Cup 2 R dedicados a la conducción en pista, también están disponibles como opción.
El sistema de frenado utiliza discos ventilados carbono-cerámicos de potencia asistida con ABS Sport. Además, cuenta con control de tracción y control de estabilidad electrónico (KES), ambos con tres modos: húmedo, normal o para pista.

### Interior

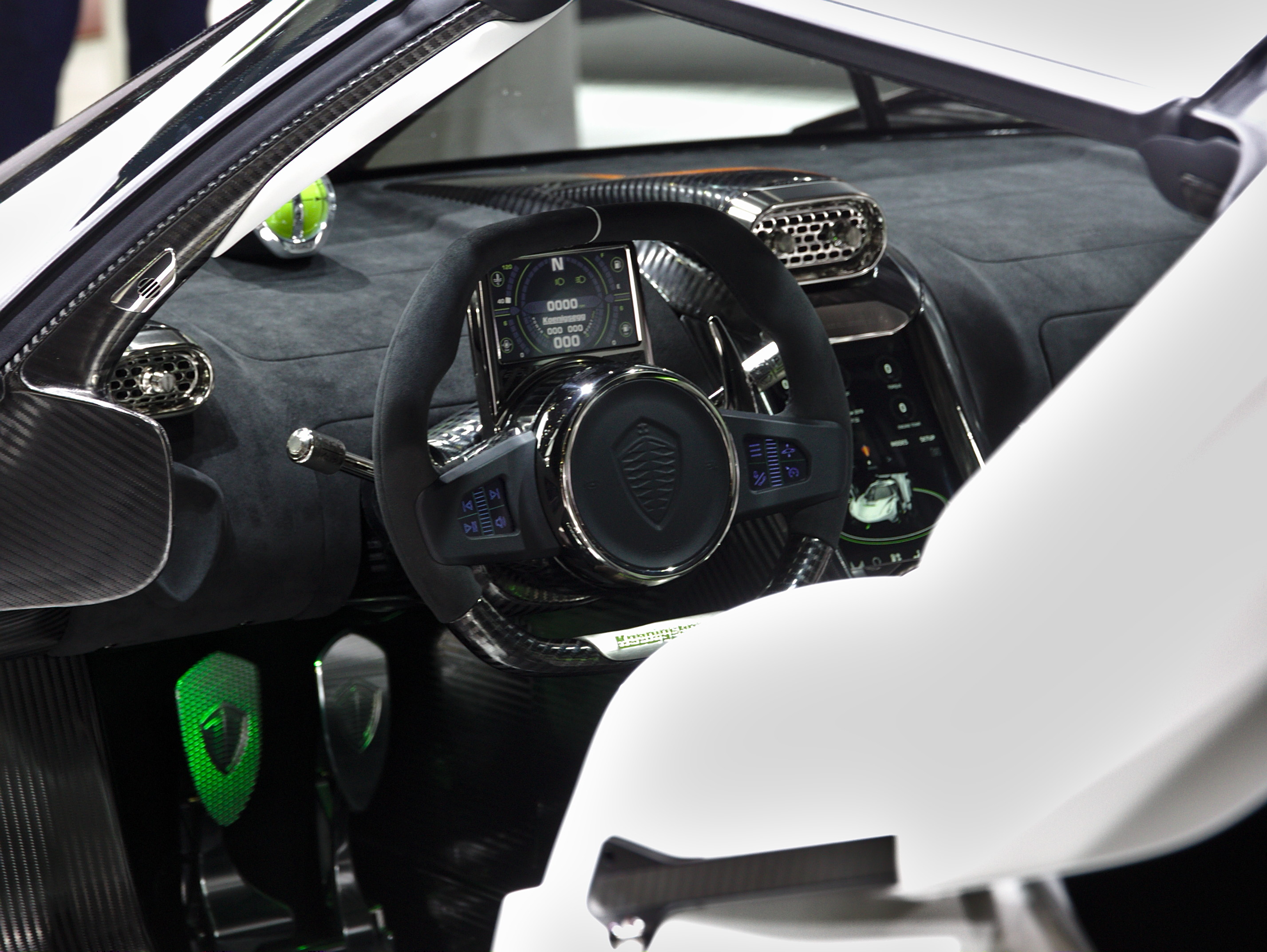
Habitáculo interior

El uso de un monocasco rediseñado, mejora el espacio para las piernas y la cabeza en el interior del Jesko, comparado con los modelos Koenigsegg anteriores. Aunque el ahorro de peso es una prioridad para las características interiores, el coche todavía está equipado con comodidades, como un sistema de control de clima automatizado, un sistema de información y entretenimiento con una pantalla táctil (TFT) de 9 pulgadas (22,9 cm), Apple CarPlay con cargador por inducción de teléfono móvil con conectividad Bluetooth, tomas de USB y sistema de sonido digital.
El coche tiene pantallas únicas montadas en el volante y una pantalla de panel de instrumentos de 5 pulgadas (12,7 cm) montada detrás del volante, que muestra información vital para el conductor. Los asientos estarían hechos de fibra de carbono hueca, pero serían ajustables eléctricamente, además de contar con acabados en cuero o alcantara cosidos con hilo de color contrastante.
En cuanto a la seguridad, cuenta con cuatro bolsas de aire inteligentes, control digital de información y advertencias con sistema de monitoreo de presión de neumáticos, cámara de reversa y celda de seguridad con zonas de deformación integradas.
Por otro lado, la configuración del chasis hace que este sea el Koenigsegg más espacioso de toda la gama, contando incluso con una guantera, otra en la parte central, portavasos, puertos USB-C, etc. Con esto, podría ser casi un coche para uso diario, aunque sin gran capacidad en la cajuela, ya que en la parte delantera está el conducto de la entrada de aire.

### Exterior

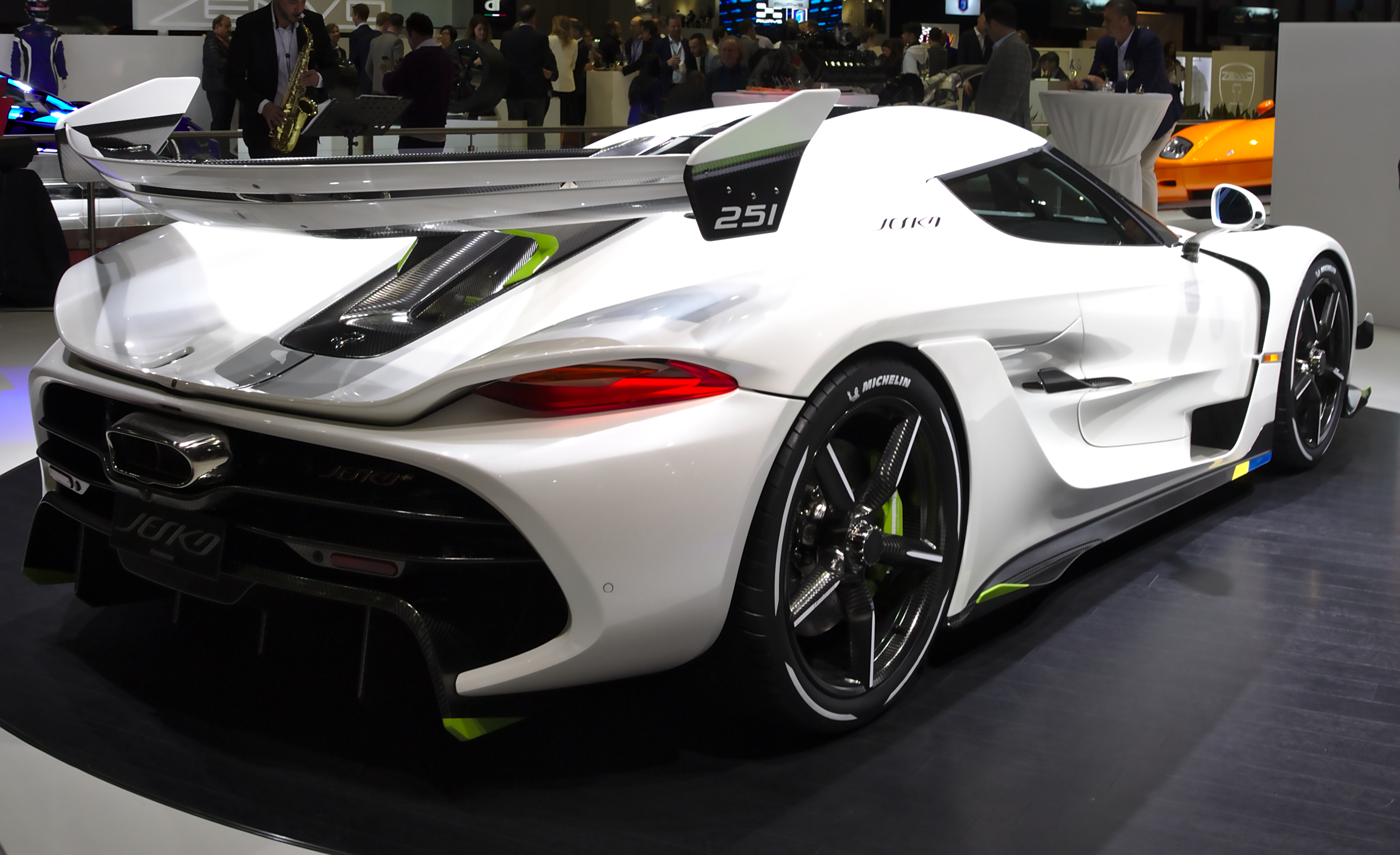
Vista trasera

El Jesko comparte las mismas capacidades de "Autoskin" de Koenigsegg provenientes del Regera, lo que permite el funcionamiento de la llave a control remoto de la apertura de las puertas y el cofre. También es posible levantar hidráulicamente ambos ejes del coche para obtener una altura adicional sobre el suelo. Las puertas diédricas se han rediseñado para que se abran más hacia afuera y tengan una mayor distancia desde el suelo mientras se abren. El techo tiene tornillos para garantizar que permanezca en su lugar durante la conducción a altas velocidades.

### Rendimiento
El Jesko está equipado con un gran divisor delantero (splitter) en fibra de carbono y un ala estilizada en forma de búmeran en la parte trasera, que genera 800 kg (1764 libras) de carga aerodinámica a 249 km/h (155 mph); 1000 kg (2205 libras) a 275 km/h (171 mph); y 1700 kg (3748 libras) a su velocidad máxima.

## Producción
Su producción estaba limitada a 125 unidades, con un rango estimado entre 40 o 50 unidades producidas cada año. A diferencia de sus predecesores, el Jesko sería homologado en todo el mundo. Más tarde se anunció que todas las unidades construidas del Jesko, ya habían sido vendidas hasta agotarse.

## Variantes

### Jesko Attack

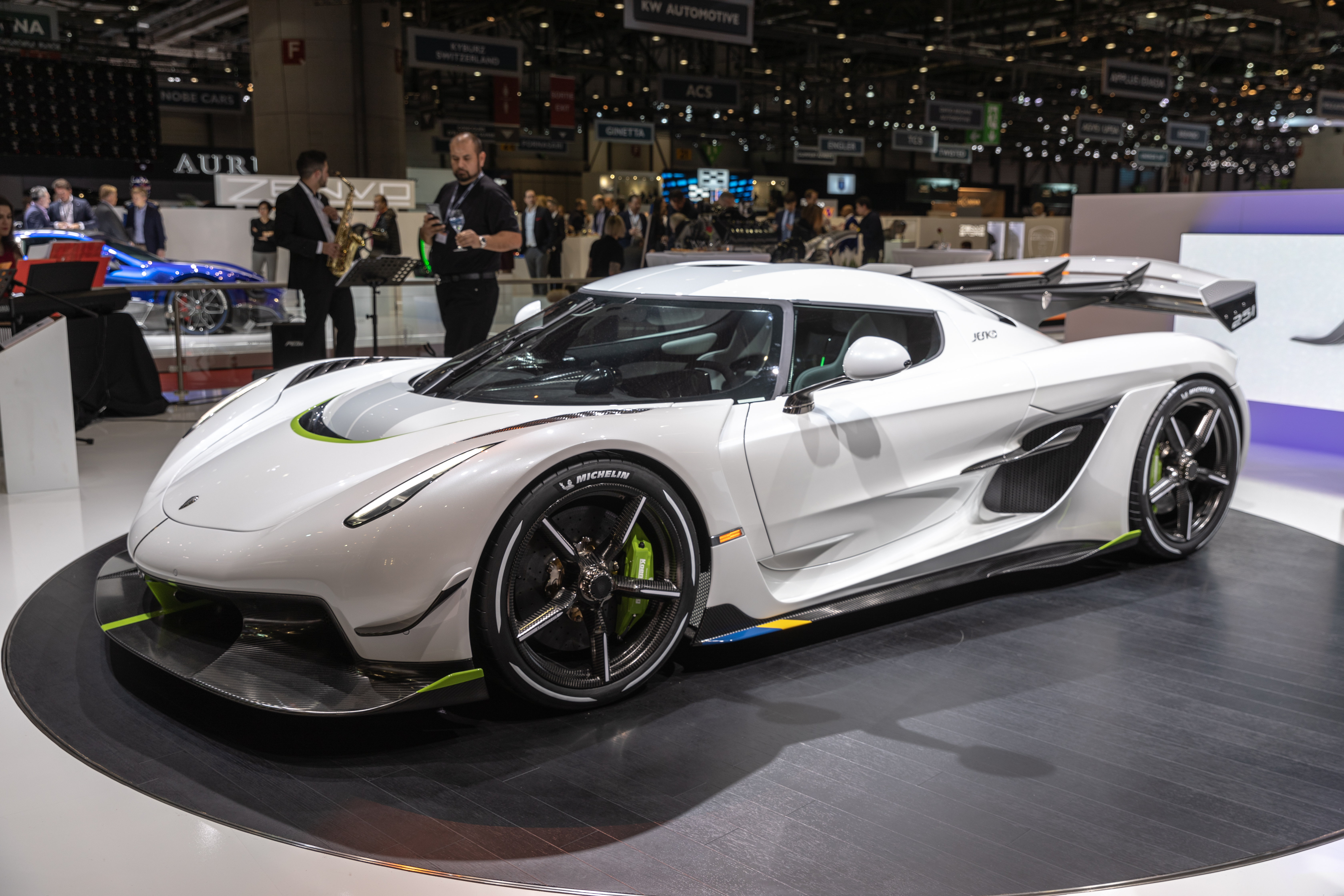
Variante de preproducción Attack en el Salón del Automóvil de Ginebra de 2019

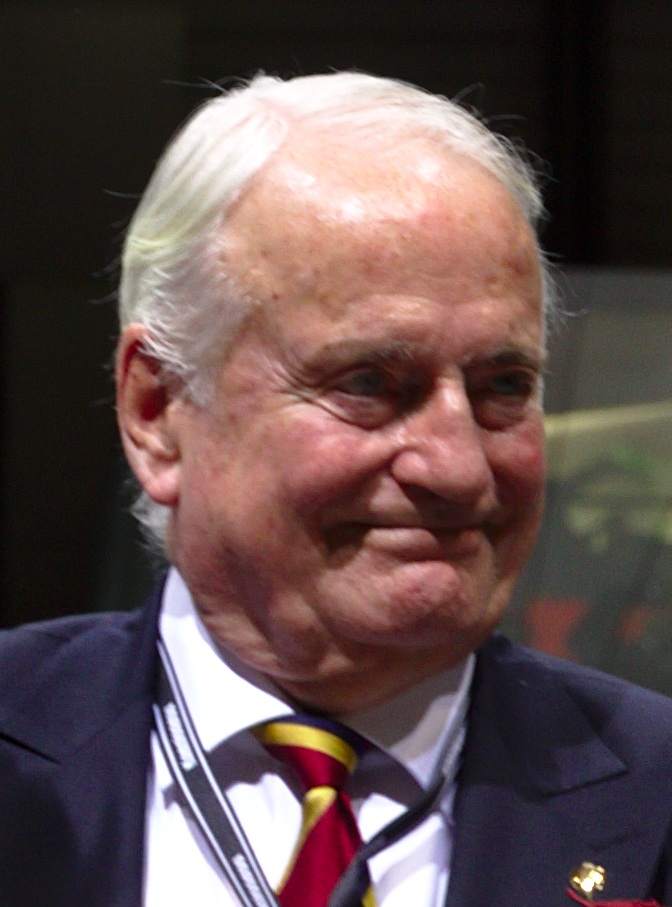
Jesko von Koenigsegg, padre de Christian von Koenigsegg

El Jesko se ofrece en una configuración de alta conocida como "Attack" o con baja carga aerodinámica, esta última llamada "Absolut", con diferencias sutiles entre las dos variantes. La variante de alta carga aerodinámica, como se mostraba en el Salón del Automóvil de Ginebra de 2019, viene equipada con el sistema de amortiguador doble Triplex delantero y trasero y características aerodinámicas adicionales para su uso en la pista. Debido a esta configuración de doble suspensión, no es posible almacenar el techo Targa en la parte delantera del coche, aunque esto es posible en el Absolut, ya que no tendrá un sistema de amortiguación Triplex frontal o una presa de aire del cofre delantero.
A baja velocidad está bien calibrado, ya que no se siente brusco. Es casi tan rápido como un motor naturalmente aspirado, pero con la fuerza de un sistema biturbo. La transmisión es buena, aunque las paletas del volante podrían ofrecer un mayor recorrido y mejor sensación. La combinación de tecnología y sensaciones desafía la norma impuesta por varios superdeportivos recientes.
La principal diferencia estética entre el Absolut y el Attack, es que el primero carece del enorme alerón trasero para reducir la resistencia y ganar en velocidad punta. Además, elimina algunas de las tomas de aire del morro y las ruedas traseras van cubiertas para una mayor aerodinámica. El radical Attack se ha desarrollado con precisión que, según su creador: “es el coche más práctico que han creado hasta ahora…” Un par de entradas de aire que bajan por las tres cuartas partes de su carrocería, refrigeran el motor y, al mismo tiempo, favorecen el espacio de la ventana trasera. Para esto último, también se ha tenido que elevar el parabrisas, favoreciendo así la fiabilidad.
Se desarrolló a partir de unos neumáticos Michelin Pilot Sport Cup R, los cuales están montados en unos rines ligeros de fibra de carbono llamados "Aircore", con un peso de menos de 7 kg (15,4 libras) para las delanteras. Cuenta con un sistema de frenos de disco cerámicos y unas pinzas con pistones de acero inoxidable desarrolladas por la propia firma. La suspensión sigue una configuración similar a la del Agera de 2010, ya que en la parte trasera se agrega un tercer amortiguador en posición horizontal para lograr una mayor estabilidad. En este modelo también será agregado en la parte delantera, ya que la carga aerodinámica es tan fuerte que se necesita para sostenerlo, según el propio fabricante. Además, se agrega un tensor hidráulico adicional para lograr una mayor rigidez. Al ser la aerodinámica una parte importante, cuenta con un gran alerón trasero, ya que se exploraron varias opciones, pero ninguna proporcionó tan buenos resultados. Es un coche rápido, pero también práctico acorde con los estándares de su segmento, según la marca.

### Jesko Absolut

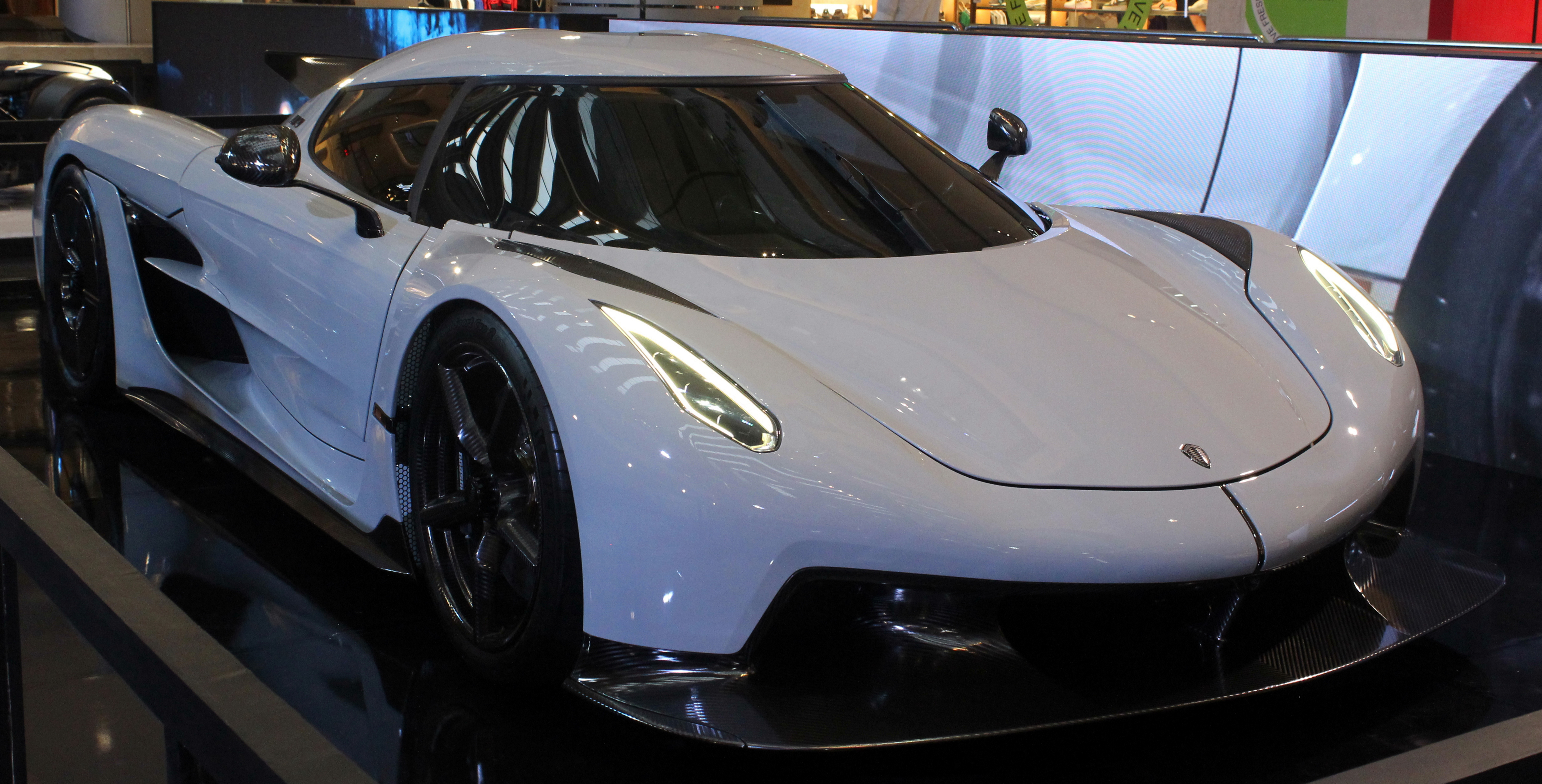
En exhibición en abril de 2022

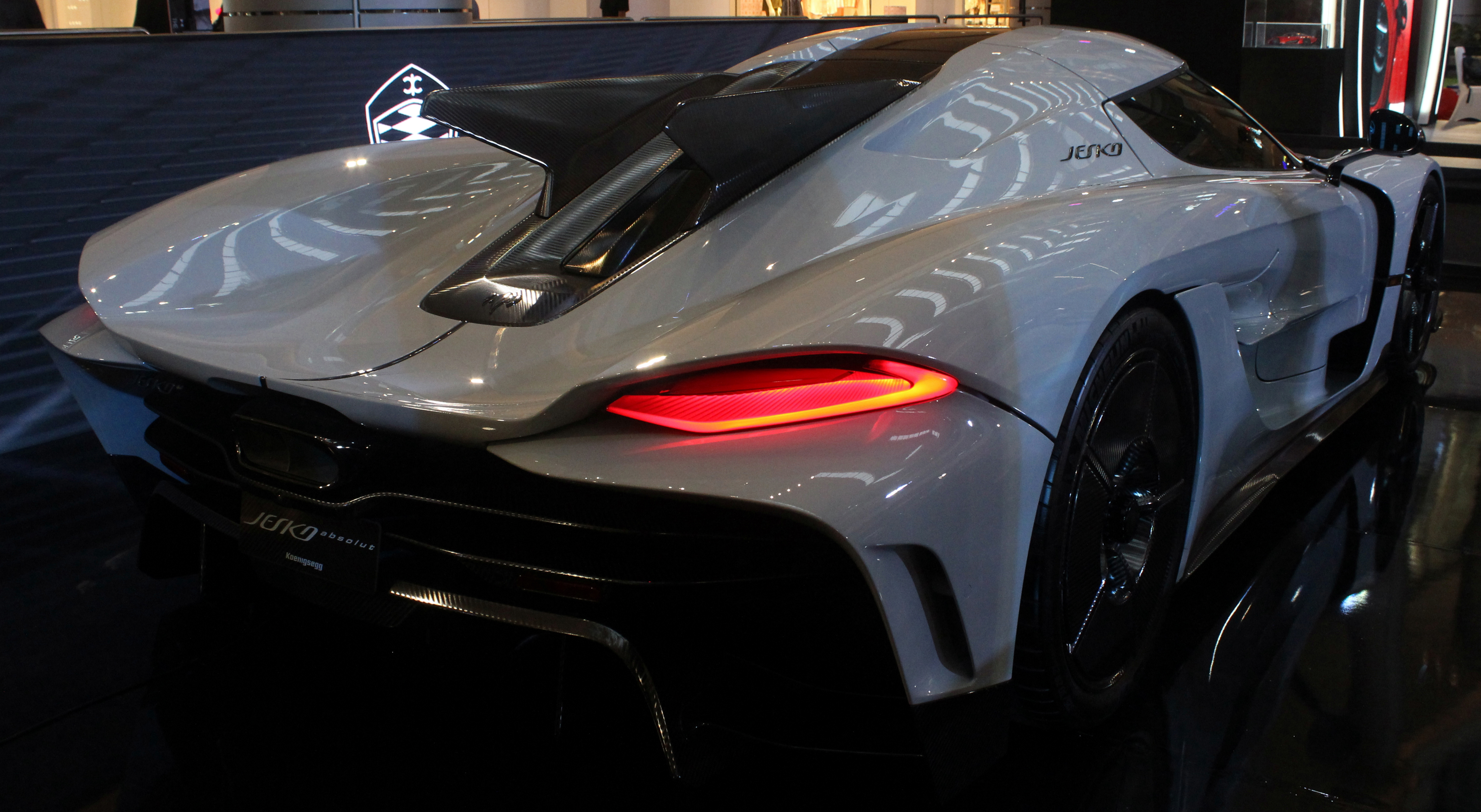
Vista lateral-trasera

Presentado en línea junto con el Gemera el 3 de marzo de 2020, el Jesko Absolut es una versión de alta velocidad del Jesko y el coche más rápido fabricado por Koenigsegg hasta ese momento. Su alerón trasero orientado a la pista, se reemplaza por dos aletas traseras que habilitan una reducción de la carga aerodinámica de 1400 a 150 kg (3086 a 331 libras), con un coeficiente de arrastre de 0.278. El divisor delantero y las aletas laterales se quitan y las rejillas delanteras son más lisas con las ruedas traseras con cubiertas extraíbles para una mayor estabilidad a altas velocidades. El vehículo también es ligeramente alargado con una extensión trasera que agrega 85 mm (3,3 pulgadas) de longitud adicional. El motor y la transmisión siguen siendo los mismos que el Jesko estándar. Se han dedicado 3000 horas al análisis aerodinámico, mientras que otras 5000 horas adicionales se han dedicado al diseño y al trabajo de ingeniería del Absolut.
La versión Absolut tendría un precio más alto que la variante convencional, debido al trabajo de desarrollo realizado para reducir el coeficiente de arrastre. El fabricante afirma que tiene una velocidad máxima superior a los 300 mph (483 km/h) en las condiciones adecuadas. Tomando en cuenta algunos números tales como el área frontal, la curva de potencia y las relaciones de la transmisión, según algunas simulaciones desde el punto de vista teórico, podría alcanzar hasta 330 mph (531 km/h) o algo así. Incluso el propio fabricante ha aceptado que no tienen la ambición de ir tan rápido, que más bien dicha hazaña estaría supeditada a la ubicación, las habilidades del piloto y la capacidad del propio coche, pero teóricamente se ve extremadamente rápido. Se sigue especulado sobre su velocidad máxima, incluso por parte de ingenieros utilizando una calculadora y explicando nuevamente la capacidad del motor, las llantas, la suspensión, la aerodinámica y demás características de su rendimiento, pero hasta ahora sigue siendo meramente teórico, ya que no ha sido verificado ni certificado por ninguna prueba realizada por algún medio oficial acreditado. También genera gran confusión debido a que en videojuegos de carreras como Forza Horizon 5 y demás simulaciones virtuales, efectivamente alcanza dicha velocidad, pero no efectuadas realmente en algún circuito, pista o carretera.
Una reducción de peso es clave para sus pretensiones de velocidad, al que también contribuye el cigüeñal de solamente 12,5 kg (27,6 libras), siendo el más ligero del mundo, de acuerdo con la firma. La supresión del alerón trasero se cambia por dos aletas diseñadas para reducir la resistencia aerodinámica, contribuyendo al mismo tiempo a generar estabilidad a altas velocidades.
En la parte delantera no tiene muchos elementos aerodinámicos y el (splitter) es menor; tampoco hay grandes entradas de ventilación en las aletas y los rines son de fibra de carbono pulida a mano, sin la capa de resina epoxi final. En la parte trasera no tiene alerón, solamente un par de aletas sobre la cubierta del vano motor que ayudan a la estabilidad del coche a gran velocidad junto al difusor trasero, el cual es más ligero y con menos elementos que en la versión de alta carga. Se ofrecía la opción de agregar "aerodisc" en los rines traseros, debido a que es una zona de muy altas turbulencias, cuya tecnología impermeabiliza los rines reduciendo la fricción del aire sobre el conjunto.
En su interior cuenta con lujo e innovación, siendo el aspecto más destacable el panel de instrumentos en forma de tablet unido al volante y un estabilizador de la información, que siempre se mostrará vertical independientemente del giro del aro.

#### Récord mundial
El 27 de junio de 2024 estableció un nuevo récord de aceleración y frenada de 0-400 km/h (0-249 mph)-0 en 27.83 segundos, batiendo así la marca anterior del Regera en 2023, es decir, 0.98 segundos menos. También es es el mejor en el 0 a 250 mph (0 a 402 km/h) al lograrlo en 28.27 segundos, menos que el Regera. Además, es el coche de producción más rápido hasta 0-400 km/h (0-249 mph) con 18.82 segundos y hasta 250 mph (402 km/h) en 19.2 segundos. Esto logro se llevó a cabo por parte del piloto de pruebas de la fábrica Markus Lundh, en un aeródromo de Örebro, Suecia. El fabricante ha asegurado que el coche utilizado estaba en condiciones estándar, es decir, tal como salió de la fábrica, funcionando con combustible E85 y neumáticos Michelin Pilot Sport Cup2 R de serie, aunque se agregó una jaula antivuelco y un asiento tomado del Koenigsegg One:1. Se realizaron pruebas preliminares el día anterior, ya que las temperaturas eran más altas que las óptimas, por lo que tuvieron que esperar hasta las 5 a. m.